# Кетони

Кетони

Кетонами називаються сполуки, в молекулах яких міститься група атомів >С = О, пов'язана з двома вуглеводневими радикалами.
Карбонільна група >С = О присутня в молекулах альдегідів, що зумовлює схожість хімічних властивостей альдегідів і кетонів. Проте схожість не є повною, оскільки в молекулах альдегідів один із зв'язків карбонільною групою витрачається на з'єднання з воднем, а в молекулах кетону обидва зв'язки йдуть на з'єднання з вуглеводневими радикалами. Це позначається, зокрема, на тому, що кетони окиснюються значно важче, ніж альдегіди, і не є такими енергійними відновниками, як альдегіди.
У практичному плані найважливішим з кетонів є диметилкетон, або ацетон.

## Представники
| Назва                    | Формула        | Температура плавлення | Температура кипіння |
| ------------------------ | -------------- | --------------------- | ------------------- |
| Діметилкетон (ацетон)    | CH3COCH3       | −95 °C                | 56,1 °C             |
| Метилетилкетон (бутанон) | CH3CH2COCH3    | −86 °C                | 80 °C               |
| Діетилкетон              | CH3CH2COCH2CH3 | −40 °C                | 102 °C              |
| Ацетофенон               |                | 19 °C                 | 202 °C              |
| Бензофенон               |                | 47,9 °C               | 305,4 °C            |
| Циклогексанон            |                | −16,4 °C              | 155,65 °C           |
| Діацетил                 | CH3COCOCH3     | −3 °C                 | 88 °C               |
| Ацетилацетон             | CH3COCH2COCH3  | −23 °C                | 140 °C              |
| Парабензохінон           |                | 115 °C                | —                   |

## Реакції

### По карбонілу
Кетони беруть участь у багатьох органічних реакціях. Наважливіші реакції - нуклеофільне приєднання до карбонільного атома вуглецю, наприклад:
- З водою дають гемінальні діоли (R2C(OH)2), реакція йде тільки з сильноакцепторними замісниками, наприклад для гексафторацетону. Зі спиртами утворюються кеталі, а з тіолами — тіокеталі.

- З аміаком чи первинними амінами утворюють іміни.
- З вторинними амінами — єнаміни.
- З реактивами Грін'яра та іншими органометалічними сполуками продукти, зо гідролізуються до третинних спиртів

R2C=O + AlkMgCl --> R2AlkCOH .
- З гідразином (N2H4) дають гідразони.
- З гідроксиламіном (NH2OH)) утворюють оксими (R2C=NOH)

Кетонам властива кето-енольна тавтомерія. Зазвичай, кетонна форма набагато стабільніша, але існують винятки.

### За іншими позиціями
- Галогенування по α-вуглецю (через енол, монозаміщення в кислому середовищі, полі- — в лужному).
- Галоформна реакція метилкетонів